# Tidskrift för Schack
Tidskrift för Schack  (Rivista per gli scacchi) è una rivista svedese di scacchi. Contiene articoli di teoria e di attualità sugli eventi scacchistici nazionali ed internazionali.
Fondata nel 1895, è la più antica rivista di scacchi dei paesi nordici, ed una delle più antiche riviste scacchistiche tuttora pubblicate. Per un certo periodo gli articoli erano scritti in tre lingue: svedese, norvegese e danese, oggi solo in svedese.
Dal 2009, per decisione presa nel congresso di Växjö del 2008, Tidskrift för Schack è l'organo ufficiale della Federazione Scacchistica Svedese (Sveriges Schackförbunds).
La rivista è nota nel settore problemistico in quanto organizza tutti gli anni un importante concorso internazionale.